# FA Cup 1936-1937
La FA Cup 1936-1937  è stata la 62ª edizione della principale coppa nazionale inglese, nonché della più antica competizione calcistica del mondo. Il trofeo fu vinto per la prima volta dal Sunderland, che nella finale di Wembley, superò il Preston North End con il punteggio di 3-1.

## Calendario
Il torneo principale era preceduto da due turni preliminari e quattro turni di qualificazione, mentre la competizione vera e propria, prevedeva sei turni (con i club di First e Second Division che entravano in lizza a partire dal terzo turno), prima di semifinali e finale.
In caso di pareggio dopo i novanta minuti, era prevista la ripetizione della gara, invertendo il campo. In caso di ulteriore pareggio si procedeva con altre ripetizioni, in campo neutro, fin quando una squadra non risultava vincitrice.
Le semifinali e la finale si disputavano tutte in campo neutro.
| Fase                    | Turno                        | Data                     | Squadre che entrano in questo turno | Squadre qualificate dal turno precedente |
| ----------------------- | ---------------------------- | ------------------------ | --- | ---------------------------------------- |
| Turni di qualificazione | Turno Extra-Preliminare      | Sabato 5 settembre 1936  | Non league | Non league                               |
| Turni di qualificazione | Turno Preliminare            | Sabato 19 settembre 1936 | Non league | Non league                               |
| Turni di qualificazione | Primo Turno Qualificazione   | Sabato 3 ottobre 1936    | Non league | Non league                               |
| Turni di qualificazione | Secondo Turno Qualificazione | Sabato 17 ottobre 1936   | Non league | Non league                               |
| Turni di qualificazione | Terzo Turno Qualificazione   | Sabato 31 ottobre 1936   | Non league | Non league                               |
| Turni di qualificazione | Quarto Turno Qualificazione  | Sabato 14 novembre 1936  | Non league | Non league                               |
| Torneo principale       | Primo Turno (68 squadre)     | Sabato 28 novembre 1936  | 20 squadre della Third Division North. 21 squadre della Third Division South. 2 squadre di non league                                      | 25 provenienti dalle qualificazioni      |
| Torneo principale       | Secondo Turno (34 squadre)   | Sabato 12 dicembre 1936  | | 34 squadre vincitrici del primo turno    |
| Torneo principale       | Terzo Turno (64 squadre)     | Sabato 16 gennaio 1937   | 22 squadre della First Division 22 squadre della Second Division 2 squadre della Third Division North 1 squadra della Third Division South | 17 squadre vincitrici del secondo turno  |
| Torneo principale       | Quarto Turno (32 squadre)    | Sabato 30 gennaio 1937   | | 32 squadre vincitrici del terzo turno    |
| Torneo principale       | Quinto Turno (16 squadre)    | Sabato 20 febbraio 1937  | | 16 squadre vincitrici del quarto turno   |
| Torneo principale       | Sesto Turno (8 squadre)      | Sabato 6 marzo 1937      | | 8 squadre vincitrici del quinto turno    |
| Torneo principale       | Semi-Finali (4 squadre)      | Sabato 10 aprile 1937    | | 4 squadre vincitrici del sesto turno     |
| Torneo principale       | Finale (2 squadre)           | Sabato 1 maggio 1937     | | 2 squadre vincitrici delle semifinali    |

## Primo turno
| Gara   | Squadra di casa                 | Risultato | Squadra in trasferta        | Data             |
| ------ | ------------------------------- | --------- | --------------------------- | ---------------- |
| 1      | Dartford                        | 3–0       | Peterborough United         | 28 novembre 1936 |
| 2      | Bournemouth & Boscombe Athletic | 5–1       | Harwich & Parkeston         | 28 novembre 1936 |
| 3      | Barrow                          | 0–4       | Mansfield Town              | 28 novembre 1936 |
| 4      | Bath City                       | 1–2       | Tunbridge Wells Rangers     | 28 novembre 1936 |
| 5      | Walsall                         | 3–0       | Scunthorpe & Lindsey United | 28 novembre 1936 |
| 6      | Crewe Alexandra                 | 5–1       | Rochdale                    | 28 novembre 1936 |
| 7      | Lincoln City                    | 1–1       | New Brighton                | 28 novembre 1936 |
| Replay | New Brighton                    | 2–3       | Lincoln City                | 2 dicembre 1936  |
| 8      | Swindon Town                    | 6–0       | Dulwich Hamlet              | 28 novembre 1936 |
| 9      | Ipswich Town                    | 2–1       | Watford                     | 28 novembre 1936 |
| 10     | Ilford                          | 2–4       | Reading                     | 28 novembre 1936 |
| 11     | Queens Park Rangers             | 5–1       | Brighton & Hove Albion      | 28 novembre 1936 |
| 12     | Accrington Stanley              | 3–1       | Wellington Town             | 28 novembre 1936 |
| 13     | South Liverpool                 | 1–0       | Morecambe                   | 28 novembre 1936 |
| 14     | Shildon                         | 4–2       | Stalybridge Celtic          | 28 novembre 1936 |
| 15     | Carlisle United                 | 2–1       | Stockport County            | 28 novembre 1936 |
| 16     | Clapton Orient                  | 2–1       | Torquay United              | 28 novembre 1936 |
| 17     | Oldham Athletic                 | 1–0       | Tranmere Rovers             | 28 novembre 1936 |
| 18     | Crystal Palace                  | 1–1       | Southend United             | 28 novembre 1936 |
| Replay | Southend United                 | 2–0       | Crystal Palace              | 2 dicembre 1936  |
| 19     | Exeter City                     | 3–0       | Folkestone                  | 28 novembre 1936 |
| 20     | Blyth Spartans                  | 0–2       | Wrexham                     | 28 novembre 1936 |
| 21     | Cardiff City                    | 3–1       | Southall                    | 28 novembre 1936 |
| 22     | Frickley Colliery               | 0–2       | Southport                   | 28 novembre 1936 |
| 23     | Burton Town                     | 5–1       | Wigan Athletic              | 28 novembre 1936 |
| 24     | Halifax Town                    | 1–2       | Darlington                  | 28 novembre 1936 |
| 25     | Newport County                  | 3–0       | Bristol City                | 28 novembre 1936 |
| 26     | Yeovil & Petter's United        | 4–3       | Worthing                    | 28 novembre 1936 |
| 27     | Ryde Sports                     | 1–5       | Gillingham                  | 28 novembre 1936 |
| 28     | Walthamstow Avenue              | 6–1       | Northampton Town            | 28 novembre 1936 |
| 29     | Corinthian                      | 0–2       | Bristol Rovers              | 28 novembre 1936 |
| 30     | York City                       | 5–2       | Hull City                   | 28 novembre 1936 |
| 31     | Rotherham United                | 4–4       | Hartlepools United          | 28 novembre 1936 |
| Replay | Hartlepools United              | 2–0       | Rotherham United            | 2 dicembre 1936  |
| 32     | Aldershot                       | 1–6       | Millwall                    | 28 novembre 1936 |
| 33     | Gateshead                       | 2–0       | Notts County                | 28 novembre 1936 |
| 34     | Boston United                   | 1–1       | Spennymoor United           | 28 novembre 1936 |
| Replay | Spennymoor United               | 2–0       | Boston United               | 2 dicembre 1936  |

## Secondo turno
| Gara   | Squadra di casa          | Risultato | Squadra in trasferta            | Data             |
| ------ | ------------------------ | --------- | ------------------------------- | ---------------- |
| 1      | Reading                  | 7–2       | Newport County                  | 12 dicembre 1936 |
| 2      | Walsall                  | 1–1       | Yeovil & Petter's United        | 12 dicembre 1936 |
| Replay | Yeovil & Petter's United | 0–1       | Walsall                         | 16 dicembre 1936 |
| 3      | Crewe Alexandra          | 1–1       | Hartlepools United              | 12 dicembre 1936 |
| Replay | Hartlepools United       | 1–2       | Crewe Alexandra                 | 16 dicembre 1936 |
| 4      | Lincoln City             | 2–3       | Oldham Athletic                 | 12 dicembre 1936 |
| 5      | Wrexham                  | 2–0       | Gillingham                      | 12 dicembre 1936 |
| 6      | Ipswich Town             | 1–2       | Spennymoor United               | 12 dicembre 1936 |
| 7      | Accrington Stanley       | 1–0       | Tunbridge Wells Rangers         | 12 dicembre 1936 |
| 8      | Bristol Rovers           | 2–1       | Southport                       | 12 dicembre 1936 |
| 9      | South Liverpool          | 0–1       | Queens Park Rangers             | 12 dicembre 1936 |
| 10     | Shildon                  | 0–3       | Dartford                        | 12 dicembre 1936 |
| 11     | Millwall                 | 7–0       | Gateshead                       | 12 dicembre 1936 |
| 12     | Carlisle United          | 4–1       | Clapton Orient                  | 12 dicembre 1936 |
| 13     | Southend United          | 3–3       | York City                       | 12 dicembre 1936 |
| Replay | York City                | 2–1       | Southend United                 | 16 dicembre 1936 |
| 14     | Mansfield Town           | 0–3       | Bournemouth & Boscombe Athletic | 12 dicembre 1936 |
| 15     | Cardiff City             | 2–1       | Swindon Town                    | 12 dicembre 1936 |
| 16     | Burton Town              | 1–2       | Darlington                      | 12 dicembre 1936 |
| 17     | Walthamstow Avenue       | 2–3       | Exeter City                     | 17 dicembre 1936 |

## Terzo turno
| Gara   | Squadra di casa         | Risultato | Squadra in trasferta            | Data            |
| ------ | ----------------------- | --------- | ------------------------------- | --------------- |
| 1      | Chester                 | 4–0       | Doncaster Rovers                | 16 gennaio 1937 |
| 2      | Chesterfield            | 1–5       | Arsenal                         | 16 gennaio 1937 |
| 3      | Dartford                | 0–1       | Darlington                      | 16 gennaio 1937 |
| 4      | Bury                    | 1–0       | Queens Park Rangers             | 16 gennaio 1937 |
| 5      | Preston North End       | 2–0       | Newcastle United                | 16 gennaio 1937 |
| 6      | Southampton             | 2–3       | Sunderland                      | 16 gennaio 1937 |
| 7      | Walsall                 | 3–1       | Barnsley                        | 16 gennaio 1937 |
| 8      | Nottingham Forest       | 2–4       | Sheffield United                | 16 gennaio 1937 |
| 9      | Blackburn Rovers        | 2–2       | Accrington Stanley              | 16 gennaio 1937 |
| Replay | Accrington Stanley      | 3–1       | Blackburn Rovers                | 20 gennaio 1937 |
| 10     | Aston Villa             | 2–3       | Burnley                         | 16 gennaio 1937 |
| 11     | Sheffield Wednesday     | 2–0       | Port Vale                       | 16 gennaio 1937 |
| 12     | Wolverhampton Wanderers | 6–1       | Middlesbrough                   | 16 gennaio 1937 |
| 13     | Crewe Alexandra         | 0–2       | Plymouth Argyle                 | 16 gennaio 1937 |
| 14     | West Bromwich Albion    | 7–1       | Spennymoor United               | 16 gennaio 1937 |
| 15     | Luton Town              | 3–3       | Blackpool                       | 16 gennaio 1937 |
| Replay | Blackpool               | 1–2       | Luton Town                      | 20 gennaio 1937 |
| 16     | Everton                 | 5–0       | Bournemouth & Boscombe Athletic | 16 gennaio 1937 |
| 17     | Wrexham                 | 1–3       | Manchester City                 | 16 gennaio 1937 |
| 18     | Brentford               | 5–0       | Huddersfield Town               | 16 gennaio 1937 |
| 19     | Bristol Rovers          | 2–5       | Leicester City                  | 16 gennaio 1937 |
| 20     | Coventry City           | 2–0       | Charlton Athletic               | 16 gennaio 1937 |
| 21     | Portsmouth              | 0–5       | Tottenham Hotspur               | 16 gennaio 1937 |
| 22     | West Ham United         | 0–0       | Bolton Wanderers                | 16 gennaio 1937 |
| Replay | Bolton Wanderers        | 1–0       | West Ham United                 | 20 gennaio 1937 |
| 23     | Manchester United       | 1–0       | Reading                         | 16 gennaio 1937 |
| 24     | Norwich City            | 3–0       | Liverpool                       | 16 gennaio 1937 |
| 25     | Bradford City           | 2–2       | York City                       | 16 gennaio 1937 |
| Replay | York City               | 1–0       | Bradford City                   | 20 gennaio 1937 |
| 26     | Millwall                | 2–0       | Fulham                          | 16 gennaio 1937 |
| 27     | Chelsea                 | 4–0       | Leeds United                    | 16 gennaio 1937 |
| 28     | Bradford Park Avenue    | 0–4       | Derby County                    | 16 gennaio 1937 |
| 29     | Exeter City             | 3–0       | Oldham Athletic                 | 16 gennaio 1937 |
| 30     | Cardiff City            | 1–3       | Grimsby Town                    | 16 gennaio 1937 |
| 31     | Swansea Town            | 1–0       | Carlisle United                 | 16 gennaio 1937 |
| 32     | Stoke City              | 4–1       | Birmingham                      | 16 gennaio 1937 |

## Quarto turno
| Gara   | Squadra di casa         | Risultato | Squadra in trasferta    | Data            |
| ------ | ----------------------- | --------- | ----------------------- | --------------- |
| 1      | Burnley                 | 4–1       | Bury                    | 30 gennaio 1937 |
| 2      | Preston North End       | 5–1       | Stoke City              | 30 gennaio 1937 |
| 3      | Bolton Wanderers        | 1–1       | Norwich City            | 30 gennaio 1937 |
| Replay | Norwich City            | 1–2       | Bolton Wanderers        | 4 febbraio 1937 |
| 4      | Grimsby Town            | 5–1       | Walsall                 | 30 gennaio 1937 |
| 5      | Wolverhampton Wanderers | 2–2       | Sheffield United        | 30 gennaio 1937 |
| Replay | Sheffield United        | 1–2       | Wolverhampton Wanderers | 4 febbraio 1937 |
| 6      | West Bromwich Albion    | 3–2       | Darlington              | 30 gennaio 1937 |
| 7      | Derby County            | 3–0       | Brentford               | 30 gennaio 1937 |
| 8      | Luton Town              | 2–2       | Sunderland              | 30 gennaio 1937 |
| Replay | Sunderland              | 3–1       | Luton Town              | 3 febbraio 1937 |
| 9      | Everton                 | 3–0       | Sheffield Wednesday     | 30 gennaio 1937 |
| 10     | Tottenham Hotspur       | 1–0       | Plymouth Argyle         | 30 gennaio 1937 |
| 11     | Manchester City         | 2–0       | Accrington Stanley      | 30 gennaio 1937 |
| 12     | Coventry City           | 2–0       | Chester                 | 30 gennaio 1937 |
| 13     | Millwall                | 3–0       | Chelsea                 | 30 gennaio 1937 |
| 14     | Exeter City             | 3–1       | Leicester City          | 30 gennaio 1937 |
| 15     | Swansea Town            | 0–0       | York City               | 30 gennaio 1937 |
| Replay | York City               | 1–3       | Swansea Town            | 3 febbraio 1937 |
| 16     | Arsenal                 | 5–0       | Manchester United       | 30 gennaio 1937 |

## Quinto turno
| Gara   | Squadra di casa         | Risultato | Squadra in trasferta    | Data             |
| ------ | ----------------------- | --------- | ----------------------- | ---------------- |
| 1      | Burnley                 | 1–7       | Arsenal                 | 20 febbraio 1937 |
| 2      | Preston North End       | 5–3       | Exeter City             | 20 febbraio 1937 |
| 3      | Bolton Wanderers        | 0–5       | Manchester City         | 20 febbraio 1937 |
| 4      | Grimsby Town            | 1–1       | Wolverhampton Wanderers | 20 febbraio 1937 |
| Replay | Wolverhampton Wanderers | 6–2       | Grimsby Town            | 24 febbraio 1937 |
| 5      | Sunderland              | 3–0       | Swansea Town            | 20 febbraio 1937 |
| 6      | Everton                 | 1–1       | Tottenham Hotspur       | 20 febbraio 1937 |
| Replay | Tottenham Hotspur       | 4–3       | Everton                 | 22 febbraio 1937 |
| 7      | Coventry City           | 2–3       | West Bromwich Albion    | 20 febbraio 1937 |
| 8      | Millwall                | 2–1       | Derby County            | 20 febbraio 1937 |

## Sesto turno
| Gara   | Squadra di casa         | Risultato | Squadra in trasferta    | Data          |
| ------ | ----------------------- | --------- | ----------------------- | ------------- |
| 1      | Wolverhampton Wanderers | 1–1       | Sunderland              | 6 marzo 1937  |
| Replay | Sunderland              | 2–2       | Wolverhampton Wanderers | 10 marzo 1937 |
| Replay | Sunderland              | 4–0       | Wolverhampton Wanderers | 15 marzo 1937 |
| 2      | West Bromwich Albion    | 3–1       | Arsenal                 | 6 marzo 1937  |
| 3      | Tottenham Hotspur       | 1–3       | Preston North End       | 6 marzo 1937  |
| 4      | Millwall                | 2–0       | Manchester City         | 6 marzo 1937  |

## Semifinali
| Londra 10 aprile 1937, ore 15:00 (GMT 0) | Preston N.E. | 4 – 1 | West Bromwich | Highbury (42.636 spett.) |

| Huddersfield 10 aprile 1937, ore 15:00 (GMT 0) | Sunderland | 2 – 1 | Millwall | Leeds Road (62.813 spett.) |

## Finale
| Arbitro: | R. G. Rudd |

|                                                      |           |                     |
| Bobby Gurney 52’ Raich Carter 70’ Eddie Burbanks 87’ | Marcatori | 44’ Frank O'Donnell |

| Sunderland | Preston North End |

|                 |    |                    |  |
|                 |    |                    |  |
| P               | 1  | Johnny Mapson      |  |
| D               | 2  | Jimmy Gorman       |  |
| D               | 3  | Alex Hall          |  |
| D               | 4  | Charlie Thomson    |  |
| D               | 5  | Bert Johnston      |  |
| C               | 6  | Alex 'Sandy' McNab |  |
| C               | 7  | Len Duns           |  |
| A               | 8  | Raich Carter (C)   |  |
| A               | 9  | Bobby Gurney       |  |
| A               | 10 | Patrick Gallacher  |  |
| A               | 11 | Eddie Burbanks     |  |
| Manager:        |    |                    |  |
| Johnny Cochrane |    |                    |  |

|                |    |                      |  |
|                |    |                      |  |
| P              | 1  | Mick Burns           |  |
| D              | 2  | Frank Gallimore      |  |
| D              | 3  | Andy Beattie         |  |
| C              | 4  | Bill Shankly         |  |
| D              | 5  | Billy Tremelling (C) |  |
| D              | 6  | Jimmy Milne          |  |
| A              | 7  | Jimmy Dougal         |  |
| C              | 8  | Joseph Beresford     |  |
| A              | 9  | Frank O'Donnell      |  |
| A              | 10 | Willie Fagan         |  |
| A              | 11 | Hugh O'Donnell       |  |
| Manager:       |    |                      |  |
| Tommy Muirhead |    |                      |  |

| REGOLE DELLA PARTITA - Gara unica. - Tempi supplementari in caso di pareggio al 90°. - Ripetizione in caso di ulteriore parità dopo i tempi supplementari. |